# Galeria Debel
La Daleria Debel és un museu d'art de Jerusalem.

## Història
La Galeria Debel es va inaugurar el 1973 en Jerusalem, quan la ciutat era un centre de peregrinació per curadors, periodistes i entusiastes de l'art. Etienne i Ruth Debel van obrir la Galeria en el soterrani de la seva casa en Ein Kàrem. Representava artistes ben coneguts i va descobrir altres nous. A més, la Galeria exhibia artistes d'avantguarda, que era inusual per una galeria privada; per exemple, el 1974 l'artista austríac Rudolf Schwarzkogler, i el 1976 la Galeria va escenificar una actuació de "Nidah" per Yocheved Weinfeld. Entre els artistes exhibits estaven els artistes israelians Yair Garbuz, Raffi Lavie, Gabriel Cohen, Yocheved Weinfeld, Maya Cohen-Levy, Daniela Passal; artistes internacionalment famosos com Alexander Calder, David Hockney i molts altres. Al mateix temps, la Galeria Debel va promoure un grup d'artistes considerats "marginals" dels artistes d'avantguarda. Van ser identificats amb Bezalel com Zeev Raban, Meir Gur-Arieh i Shmuel Levi; artistes figuratius com Samuel Bak i Naftali Bezem. També va haver-hi un grup de nous immigrants dels EUA que també van ser promoguts per la Galeria Debel com Naftali Bezem, Alexander Okun, Valentin Shorr, Cuenca d'Anatoli i molts altres.
Mentre preparava diferents exposicions, Ruth solia entrevistar als artistes expositors. Va gravar les seves converses i les va transcriure. En una col·laboració entre Ruth Debel i Mamuta en el Daniela Passal Art and Media Center, les entrevistes seleccionades es van unir en un fullet titulat «Diàleg».
L'Arxiu de Debel Gallery va ser lliurat al Museu d'Israel a Jerusalem el gener de 2007. Avui l'Arxiu de Debel Gallery es troba dins del Centre d'Informació per l'Art Israelià al Museu d'Israel, Jerusalem. Inclou material de fons, històries d'exposicions, fotos d'invitacions de 1973–1990, enregistraments d'entrevistes amb artistes, correspondència amb artistes.